# テヨン (キックボクサー)
テヨン（1993年10月18日 - ）は、日本のキックボクサー。千葉出身。NJKF ニュージャパンキックボクシング連盟、キングジム所属。
リングネームのテヨンはK-POPグループ少女時代のメンバーであるテヨンが好きだったことから名付けられた
元NJKFスーパーライト級王者
元WBCムエタイ日本統一スーパーライト級王者
元WBCムエタイインターナショナルスーパーライト級王者

## 獲得タイトル
NJKFスーパーライト級王者
WBCムエタイ日本スーパーライト級王者

WBCムエタイインターナショナルスーパーライト級王者。